# Adstringenz
Die Adstringenz (Betonung auf der letzten Silbe; von lateinisch adstringere „zusammenziehen“) bezeichnet ein „raues“, „pelziges“ Mundgefühl, eine gefühlsreduzierte Zunge und eine verengte Kehle. Dies wird als trigeminaler Reiz bezeichnet. Oft handelt es sich dabei um die adstringierende Wirkung durch die Pflanzenwirkstoffe Tannine.
Von einer adstringierenden Wirkung wird gesprochen, wenn Adstringentien durch Verengung von Gefäßen zu Blutstillung kleinerer Wunden führen oder den Schweißaustritt reduzieren. Diese adstringierenden Wirkungen können durch Aluminiumkaliumsulfat-Dodecahydrat und ähnliche Mineralien oder Alaune vermittelt werden. Im Mundraum führen diese Adstringentien ebenfalls zur Wahrnehmung einer Adstringenz, möglicherweise kombiniert mit einem bitter-herben Geschmack. Ebenso bewirken Gurgellösungen mit Aluminiumchlorid eine Adstringenz.

## Exkurs: Wein
In der Weinsprache bedeutet Adstringenz die Fähigkeit eines Weines, ein „raues“, „pelziges“ Mundgefühl zu verursachen. Die Adstringenz ist ein trigeminaler Reiz, der bisweilen mit einem Geschmackseindruck wie Bitterkeit gleichgesetzt wird. Sie entsteht durch eine Protein-Gerbstoff-Reaktion, bei der Polyphenole wie Tannine und andere Gerbstoffe mit Proteinen der Mundschleimhaut reagieren und diese ausfällen. Bei jungen Rotweinen macht sich dabei eine je nach Rebsorte und Weinherstellung unterschiedlich starke Adstringenz bemerkbar.
Durch Lagerung des Weines wird die Trinkreife erreicht. Dies geschieht durch die Polymerisation von Tannin-Molekülen mit Anthocyanen (Farbstoff-Moleküle) zu langkettigen, nicht adstringierend wirkenden Polymerisaten. Dieser Vorgang wird durch Sauerstoff gefördert, weshalb der Ausbau tanninstarker Weine zumeist in kleinen Holzfässern (Barrique) mit großem Oberfläche/Volumenverhältnis und entsprechend starker Sauerstoffaufnahme erfolgt (oxidativer Ausbau). Wenn dies nicht reicht, kann dem Wein weiterer Sauerstoff zugeführt werden; dies ist das Verfahren der Mikrooxigenation (MOX). Der Sauerstoff-Partialdruck darf jedoch nicht zu hoch sein, sonst kommt es zu oxidativem Verderb des Weines, oder es bilden sich nicht hinreichend langkettige Polymerisate, die ihrerseits wieder adstringierend wirken.
Bei tanninstarken Weinen, beispielsweise aus Cabernet Sauvignon, Tannat, Malbec, Syrah oder Mourvèdre, ist dennoch anschließend eine langjährige Flaschenreife zur weiteren Minderung der Adstringenz notwendig. Hierzu reicht der Sauerstoff im Gasraum der Flasche.
Eine weitere Möglichkeit zur Minderung der Adstringenz ist die Schönung, beispielsweise mit Eiklar. Die Eiklar-Gerbstoff-Reaktion findet dabei an zugesetztem Eiklar statt, das durch die im Wein vorhandenen Tannine ausgefällt wird.
Schlehenwein enthält selbst bei sachgerechter Ernte, Herstellung und Lagerung mehr Gerbstoffe als tanninstarke Weine. Anders als bei Rotweinen gehört eine deutlich wahrnehmbare Adstringenz zum Charakter des Schlehenweins. Sie wird daher meist nicht als störend empfunden.
Einen Stoff, der ein solches adstringierendes, also zusammenziehendes Gefühl verursacht, nennt man ein Adstringens.

## Andere Erwähnungen
Auch bei der Degustation von Schokolade, Kaffee, Tee und Olivenöl wird dieser Ausdruck verwendet.
In der Medizin versteht man unter Adstringentien Substanzen, durch die sich die Haut zusammenzieht.
Diesen Effekt hat die Kosmetikindustrie erkannt und produziert verschiedene Produkte, wie:
- Antitranspirantien
- Gesichtswasser
- Lotionen
- Rasierstifte
- Mundspülungen mit Aluminiumchlorid